# Brudgummen (film)
Brudgummen (originaltitel: Brúðguminn) är en isländsk dramakomedifilm från 2008, i regi av Baltasar Kormákur. Handlingen kretsar kring en universitetslärare som försöker finna meningen med livet på ön Flatey, som är beläget i Breiðafjörður. Filmen är löst baserad på Anton Tjechovs pjäs Ivanov. Den belönades med Eddapriset i sju kategorier, bland annat för Bästa film.

## Rollista (i urval)
- Hilmir Snær Guðnason – Jón
- Margrét Vilhjálmsdóttir – Anna
- Laufey Elíasdóttir – Þóra
- Þröstur Leó Gunnarsson – Börkur
- Jóhann Sigurðarson – Lárus
- Ólafía Hrönn Jónsdóttir – Sísí
- Ólafur Darri Ólafsson – Sjonni
- Ilmur Kristjánsdóttir – Matthildur
- Ólafur Egilsson – Séra Ólafur